# Krajowy system kwalifikacji
Krajowy system kwalifikacji, KSK (ang. National qualifications system, NQS) – ogół działań związanych z potwierdzeniem efektów uczenia się dla potrzeb rynku pracy, społeczeństwa obywatelskiego oraz indywidualnego rozwoju uczących się, oparty na krajowej ramie kwalifikacji. KSK obejmuje w szczególności tworzenie, nadawanie i uznawanie kwalifikacji, a także zapewnianie jakości kwalifikacji.
Co zmieni nowy system kwalifikacji?
- Procedury oceny i uznawania osiągnięć osób uczących się będą oparte na efektach uczenia się, które określają, co posiadacz świadectwa czy dyplomu wie, rozumie i potrafi zrobić.
- Każdy poszukujący pracy na otwartym rynku europejskim będzie mógł się wylegitymować kwalifikacjami zrozumiałymi dla pracodawców: dziś często nie dają się one porównywać między krajami, co bardzo utrudnia poruszanie się polskich pracowników na europejskim rynku pracy.
- Nowe podejście do uczenia się: system edukacji będzie zachęcał obywateli do kształcenia się przez całe życie.
- Różne ścieżki uczenia się będą traktowane tak samo: przestanie mieć znaczenie, czy jakaś kwalifikacja została nabyta na studiach, na szkoleniu czy w domu. Powstanie system uznawania kompetencji nabytych w pozaformalnym systemem edukacji.
- Nastąpią zasadnicze zmiany na rynku szkoleń zawodowych: szkolenia, dziś często na niskim poziomie, zostaną dostosowane do potrzeb rynku pracy, będą służyć rzeczywistemu pogłębianiu kompetencji. Od trenerów czy wykładowców będzie się wymagać określonych umiejętności, a więc oni także będą musieli poddać się nowemu systemowi ocen i weryfikacji kompetencji. Zyskają na tym także pracodawcy: będą wiedzieli, czy drogie szkolenia pracowników, które finansują, przyniosą im oraz pracownikom określone korzyści.

Modernizacja krajowego systemu kwalifikacji w Polsce będzie polegać na jego zintegrowaniu przez wdrożenie dwóch zupełnie nowych instrumentów:
- Polskiej Ramy Kwalifikacji odniesionej do Europejskiej Ramy Kwalifikacji,
- Zintegrowanego Rejestru Kwalifikacji.

W Polsce w systemach oświaty i szkolnictwa wyższego od lat funkcjonują kwalifikacje o jasno określonych zasadach walidacji oraz zapewniania jakości, wynikających z przepisów prawa. Są to głównie kwalifikacje pełne, określające poziom wykształcenia. Kwalifikacje pełne nadawane są wyłącznie przez instytucje oświaty oraz szkolnictwa wyższego.
W systemach oświaty i szkolnictwa wyższego możliwe jest również nadawanie kwalifikacji cząstkowych, potwierdzających znacznie mniejsze jednostki uczenia się (np. świadectwo potwierdzające kwalifikację w zawodzie czy kwalifikacje uzyskiwane w ramach studiów podyplomowych). Tym kwalifikacjom można przypisać poziom PRK w pierwszym etapie wdrażania ramy. Kwalifikacje nadawane poza systemami oświaty i szkolnictwa wyższego funkcjonują na podstawie różnych ustaw lub innych regulacji różnej rangi ustanowionych przez rozmaite podmioty: samorządy zawodowe, organizacje, instytucje szkoleniowe. Są to wyłącznie kwalifikacje cząstkowe, które w żadnym wypadku nie mogą jednak stanowić alternatywy (zamienników) dla kwalifikacji pełnych, czyli wykształcenia. Do rejestru włączone zostaną zarówno kwalifikacje stanowiące integralną całość (np. lekarz), jak i kwalifikacje złożone, to znaczy takie, w których zawiera się jedna lub więcej kwalifikacji składowych (np. lekarz pediatra). Po wdrożeniu nowych rozwiązań wszystkie kwalifikacje nadawane w systemie oświaty oraz w szkolnictwie wyższym zostaną włączone do krajowego rejestru. Wpisanie do zintegrowanego rejestru będzie oznaczało, że kwalifikacja odpowiada standardom, to znaczy jest opisana w języku efektów uczenia się oraz określono sposób walidacji i zapewniania jakości. Do rejestru będą mogły zostać wprowadzone także inne kwalifikacje, jeżeli zainteresowane tym podmioty wystąpią z uzasadnionym wnioskiem w tej sprawie.
Do podstawowych założeń zmodernizowanego systemu kwalifikacji należy odnoszenie wszystkich jego elementów do efektów uczenia się. Dotyczy to nie tylko programów kształcenia i wymagań egzaminacyjnych, lecz także procedur i rozwiązań organizacyjnych. Kolejne ważne założenie odnosi się do walidowania efektów uczenia się, które w szerszym niż obecnie zakresie powinno być dostępne dla zainteresowanych – niezależnie od tego, czy dana osoba nabyła kompetencje w ramach zorganizowanej edukacji, czy ucząc się w inny sposób. System ma także, w zakresie znacznie szerszym niż dziś, umożliwiać akumulowanie (gromadzenie) oraz przenoszenie (transfer) osiągnięć w uczeniu się, a tym samym pozwalać na elastyczne dostosowanie dróg kształcenia się do różnych uwarunkowań i okoliczności życiowych.
Rozwój krajowego systemu kwalifikacji ma stworzyć większe możliwości uwzględniania identyfikowania, dokumentowania i potwierdzania efektów uczenia się osiąganych w ciągu całego życia.
Najważniejszymi efektami wprowadzenia zintegrowanego systemu opartego na Polskiej Ramie Kwalifikacji mają być:
- powszechność przyjmowania efektów uczenia się jako podstawowego punktu odniesienia przy tworzeniu programów kształcenia i szkoleń,
- ułatwienie uczącym się zdobywania kwalifikacji w dogodny dla nich sposób, w dowolnym miejscu i czasie,
- umożliwienie uzyskania wiarygodnego poświadczenia efektów uczenia się nabytych poza systemem oświaty oraz szkolnictwie wyższym,
- zwiększenie zaufania do kwalifikacji oraz do podmiotów, które je nadają,
- zwiększenie rozpoznawalności polskich świadectw i dyplomów w kraju i za granicą,
- lepsze powiązanie krajowej oferty edukacyjnej z potrzebami społeczeństwa obywatelskiego i gospodarki[1].